# امیل کونوپینسکی
امیل کونوپینسکی (انگلیسی: Emil John (Jan) Konopinski؛ زاده ۲۵ دسامبر ۱۹۱۱ درگذشته ۲۶ مهٔ ۱۹۹۰) یک فیزیک‌دان اهل ایالات متحده آمریکا بود.